# 金毓黻
金 毓黻（キン・イクフツ、1887年 - 1962年8月3日）は、中国の歴史学者。主著『渤海国志長編』は、渤海国研究の金字塔的作品である。石井正敏は「渤海史研究に大きな業績を残した」と評している。

## 人物
遼陽市郊外の漢軍旗人家系に生まれる。北京大学卒業。張作霖軍閥下のエリート官僚として仕官し、1927年に『遼東文献徴略』を刊行、中国東北部学術界のリーダーとなる。
1931年9月22日、柳条湖事件への対策を協議していた遼寧省政府主席・臧式毅の自宅に関東軍が訪れ、臧式毅及び腹心の遼寧省教育庁長だった金毓黻を連行、約3か月軟禁される。自殺を考えるほど精神不安に陥るが、11月3日に渤海国史の執筆を思いつき、自宅から史料を取り寄せ、11月18日に書き始め、12月16日に大体を書き終えた（すなわち、わずか1か月である）。釈放後、満洲国の要職就任を断り、『渤海国志長編』完成に向けての加筆訂正を重ねるが、1932年5月頃から執筆に行き詰まる。その後、やむなく奉天図書館副館長に就任するが、結果的に日本軍の監視が緩み、稲葉岩吉、鳥山喜一、内藤湖南などの日本人研究者と交流する。日本人研究者たちは、金毓黻の執筆に賛同し、史料提供や助言などの支援を惜しまず、結果、金毓黻は困難な時期を乗り切り、1934年5月に『渤海国志長編』を刊行、その「識語」には彼らへの謝辞がある。
金毓黻には満洲国を認めない、という意思があったが、満洲国内での出版物にそれを示すことはできず、それでも表現したい金毓黻は、『渤海国志長編』の附録地図の現在地名をすべて満洲国以前にしたうえで、附録地図の凡例を示す「叙例」の最期に「重光協洽之歳（一九三一年）、嘉平之月（一二月）、金毓黻識」と記した。地図製作は1933年1月、「叙例」初稿執筆は1932年4月であることが日記から判明しているため、年月は虚構であり、地図製作時期を満洲国以前に見せかけた。そして、虚構の年月は軟禁解除時であるため、事情を知る者に満洲事変での軟禁によって『渤海国志長編』が誕生したことを伝えようとした。
金毓黻は、日本訪問中の1936年7月、神戸から上海に船で亡命した。亡命後、金毓黻と親しかった日本人研究者は金毓黻の研究を引用し続けるとともに、亡命を非難する文章は書かなかった。金毓黻も日本の研究を批判はするが、研究者個人を批判する文章は残さなかった。

## 評価
古畑徹は、以下のように評している。